# Jonas Friedrich Heinrich Remmers
Jonas Friedrich Heinrich Remmers, född i Jever i Oldenburg (året obekant), död 1847 i Haag, var en tysk violinvirtuos.
Remmers var, enligt Rellstab, den förste, som efter Paganini spelade Carneval de Venise, men under namnet Schlummerlied. Ernst gav sedan stycket det förstnämnda namnet. Rellstab påstår, att temat är av Rossini, medan däremot Ernst menar att det är en barcaroll, direkt från gondolerna.